# Dialecticopteryx tangailensis
Dialecticopteryx tangailensis är en insektsart som först beskrevs av M. Firoz Ahmed och Samad 1972.  Dialecticopteryx tangailensis ingår i släktet Dialecticopteryx och familjen dvärgstritar.
Artens utbredningsområde är Bangladesh. Inga underarter finns listade i Catalogue of Life.